# Adriënne Solser

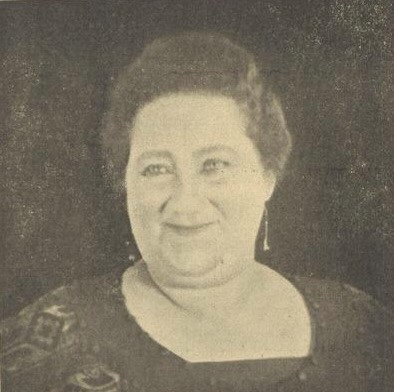
Foto van Adriënne Solser in 1925

Engelina Adriana Solser (Rotterdam, 18 februari 1873 – Doetinchem, 29 november 1943) was een Nederlandse variétéartieste, operetteartieste, revueartieste, cabaretière, actrice en filmregisseur.

## Loopbaan
Adriënne Solser werd geboren in een toneelfamilie. Haar vader was Johannes Solser, de directeur van een revuegezelschap. Op 10-jarige leeftijd was ze al te vinden in het toneel en uiteindelijk werd ze in de jaren 10 van de twintigste eeuw een van de bekendste revueartiesten van Nederland. In 1921 had ze haar eerste filmrol in de film De droom van hadt-je me-maar, als een huisbazin van het hoofdpersonage. Ze speelde tot 1935 in 13 films. In 1924 richtte Solser een filmproductiemaatschappij op: Hollando-Belgica Film mij. Eureka. Deze vestigde zich in Schiedam in 1927 in pand 'Odeon' achter Plein Eendragt . De directeur van dit bedrijf was André louis Boesnach de zoon van Solser. Deze filmproductiemaatschappij produceerde de vier 'Bet'-films. De laastste uit de serie, "Bet naar de Olympiade" werd opgenomen in de studio in Schiedam. In deze films speelde Adriënne als Bet, een volkse vrouw uit de Jordaan. André Boesnach stierf in 1928 op 32-jarige leeftijd aan een longontsteking.
Op 18 februari 1943 werd in de Nederlandse media volop stilgestaan bij de zeventigste verjaardag en het zestigjarig artiestenjubileum van Solser. 
Later dat jaar werd ze in de drukte op het treinstation van Doetinchem uit de trein geduwd, waarbij ze haar dijbeen brak. Ze lag acht weken in het Algemeen Ziekenhuis in Doetinchem en leek aan de beterende hand, toen ze eind november 1943 onverwacht overleed na onwel geworden te zijn.

## Filmografie
| Film                             | Jaar | Wat?               | Rol                           |
| -------------------------------- | ---- | ------------------ | ----------------------------- |
| De droom van hadt-je me-maar     | 1921 | Actrice            | Huisbazin van hadt-je me-maar |
| De jantjes                       | 1922 | Actrice            | Na druppel                    |
| Kee en Janus naar Berlijn        | 1923 | Actrice            | Kee Mol                       |
| Kee en Janus naar Parijs         | 1924 | Actrice            | Kee Mol                       |
| Amsterdam bij Nacht              | 1924 | Actrice            | Brams vrouw                   |
| Bet, de koningin van den Jordaan | 1924 | Actrice, regisseur | Bet Plons                     |
| Cirque Hollandais                | 1924 | Actrice            | Vrouw van orkestleider        |
| Bet trekt de 100.000             | 1925 | Actrice, regisseur | Bet Plons                     |
| Bet zit in de penarie            | 1926 | Actrice            | Bet Plons                     |
| Bet naar de Olympiade            | 1928 | Actrice, producent | Bet Plons                     |
| Het meisje met de blauwe hoed    | 1934 | Actrice            | Juffrouw Pieters              |
| Het leven is niet zoo kwaad      | 1935 | Actrice            | -                             |
| Suikerfreule                     | 1935 | Actrice            | Vriendin van Betje            |

- Bibliothèque nationale de France: cb17729820r (data)
- Biografisch Portaal: 33363665
- Gemeinsame Normdatei: 1136490000
- International Standard Name Identifier: 0000 0003 9594 4073
- Library of Congress Control Number: no2017067469
- Nationale Bibliotheek van Tsjechië: mub20241213443
- Nederlandse Thesaurus van Auteursnamen: 273428004
- Virtual International Authority File: 290737282
- WorldCat: E39PBJhGXc3ytqqjQMDGkMhyh3